# Karl Marx
Karl Heinrich Marx [kár(ə)l márks], nem. [ˈkaɐ̯l ˈmaɐ̯ks], nemški filozof, politični teoretik, pisatelj, ekonomist in publicist, * 5. maj 1818, Trier, Nemčija, † 14. marec 1883, London, Velika Britanija.
Marxovi najbolj znani deli sta Komunistični manifest iz leta 1848 in Das Kapital (1867–1883), ki je napisan v štirih delih. Marxova politična in filozofska misel je imela ogromen vpliv na kasnejšo intelektualno, gospodarsko in politično zgodovino. Njegovo ime je bilo uporabljeno kot pridevnik, samostalnik in šola družbene teorije.
Marx, rojen v Trierju v Nemčiji, je študiral pravo in filozofijo na univerzah v Bonnu in Berlinu. Leta 1843 se je poročil z nemško gledališko kritičarko in politično aktivistko Jenny von Westphalen. Marx je zaradi svojih političnih objav ostal brez državljanstva in je posledično desetletja živel v izgnanstvu z ženo in otroci v Londonu, kjer je nadaljeval z razvojem svojih misli v sodelovanju z nemškim filozofom Friedrichom Engelsom.
Marxove kritične teorije o družbi, ekonomiji in politiki, ki jih skupaj razumemo kot marksizem, trdijo, da se človeška družba razvija skozi razredni konflikt. V kapitalističnem načinu proizvodnje se to kaže v konfliktu med vladajočimi razredi (znanimi kot buržoazija), ki nadzorujejo sredstva za proizvodnjo, in delavskimi razredi (znanimi kot proletariat), ki ta sredstva omogočajo s prodajo svoje delovne sile v povrnitev plače. Z uporabo kritičnega pristopa, znanega kot zgodovinski materializem, je Marx napovedal, da kapitalizem proizvaja notranje napetosti kot prejšnji družbenoekonomski sistemi in da bodo te vodile v njegovo samouničenje in zamenjavo z novim sistemom, znanim kot socialistični način proizvodnje. Za Marxa bi razredni antagonizmi v kapitalizmu – deloma zaradi njegove nestabilnosti in narave, nagnjene k krizam – povzročili razvoj razredne zavesti delavskega razreda, kar bi vodilo v njihovo osvojitev politične moči in sčasoma do vzpostavitve brezrazredne, komunistične družbe, sestavljene iz svobodnega združevanja proizvajalcev. Marx se je dejavno zavzemal za njegovo uveljavitev in trdil, da bi moral delavski razred izvesti organizirano proletarsko revolucionarno akcijo, da bi strmoglavil kapitalizem in prinesel družbeno-ekonomsko emancipacijo.
Marx je bil opisan kot ena najvplivnejših osebnosti v človeški zgodovini, njegovo delo pa je bilo hkrati pohvaljeno in kritizirano. Njegovo delo na področju ekonomije je postavilo osnovo za nekatere trenutne teorije o delu in njegovem odnosu do kapitala. Marxovo delo je vplivalo na številne intelektualce, delavske sindikate, umetnike in politične stranke po vsem svetu, pri čemer so mnogi spreminjali ali prilagajali njegove ideje. Marxa običajno opisujejo kot enega glavnih arhitektov sodobne družbene znanosti.   

## Življenjepis

### Zgodnja leta
Karl Heinrich Marx se je rodil 5. maja 1818 v hiši št. 664 na Brückengasse v Trierju, mestu v provinci Ren v nekdanji Kraljevini Prusiji. Bil je judovskega porekla ter tretji od devetih bratov in sester, sin očeta Herschela Mordechaia in mame Henriette Pressburg.
O otroštvu Karla Marxa je malo znanega. Po smrti svojega brata Moritza leta 1819 je Karl postal najstarejši sin v družini. Leta 1824 je bil krščen, tako kot ostali njegovi bratje in sestre, Sophie, Hermann, Henriette, Loussie, Emille in Karoline. Marx je bil zelo navezan na svojega očeta Heinricha. Nikoli se ni naveličal govoriti o njem in je vedno nosil s seboj njegovo fotografijo, zato ga je njegova smrt še toliko bolj prizadela. Šolal se je doma, dokler se ni leta 1830 vpisal na inštitut v Trierju, kjer je bil njegov učitelj Hugo Wyttenbach, ki je bil hkrati tudi zvesti prijatelj njegovega očeta. Wyttenbach je za profesorje zaposlil številne liberalne humaniste, kar je zelo razjezilo vlado. Policija je leta 1832 vdrla na inštitut, ko je odkrila, da študentom delijo literaturo, ki podpira liberalizem. To je oblast štela za kaznivo dejanje, zato so oblasti uvedle reforme in zamenjale večino osebja. Oktobra 1835 je Marx, ki je bil takrat star sedemnajst let, odšel na univerzo v Bonnu, kjer je nameraval študirati filozofijo in literaturo, vendar je njegov oče vztrajal, da naj študira pravo. Marx je zagovarjal radikalni deizem in idejo o napredku kot pot do svobode in popolnosti v svojih zgodnjih spisih, kot je "Razmišljanje najstnika o izbiri poklica" in "Zveza vernikov v Kristusa po Janezu", ki prikazuje njene temelje in bistvo, pa tudi njeno absolutno nujnost in njene učinke. Ko je dopolnil 18 let, se mu je uspelo izogniti služenju vojaškega roka, saj se sam počutil preveč šibkega za to obveznost. Marxa ni zanimal študij prava in zaradi slabih ocen se je bil prisiljen prepisati na akademsko usmerjeno Univerzo v Berlinu, kjer je njegov študij prava postal manj pomemben pri poti v filozofijo in zgodovino.

### Hegelinjanstvo in zgodnji aktivizem
Leta 1836 se je Marx zaročil z Jenny von Westphalen, baronico iz pruskega vladajočega razreda, ki je prekinila zaroko z mladim aristokratskim praporščakom, z namenom, da bi se poročila z Marxom. V njunem končnem zakonu ni bilo takrat prevladujočih družbenih konvencij, saj je poroka med hčerko plemiškega porekla in moškim judovskega porekla, pa tudi med posamezniki, ki so pripadali srednjemu oziroma višjemu srednjemu sloju (aristokraciji), predstavljala velike težave. Te težave je zmanjšalo Marxovo prijateljstvo z Jennynim očetom, baronom Ludwigom von Westphalenom, liberalno mislečim aristokratom. Marx in Jenny sta se sedem let kasneje poročila v cerkvi San Pablo v Bad Kreuznachu, 19. junija 1843.
Marx se je zelo zanimal za delo nemškega filozofa G. W. F. Hegla, o čigar idejah se je takrat veliko razpravljalo v evropskih filozofskih krogih. Marx se je skupino radikalnih mislecev, znanih kot mladoheglovci, ki so veliko razpravljali o delih Ludwiga Feuerbacha in Bruna Bauerja. Tej misleci so se identificirali z liberalizmom in njihovo radikalno nasprotovanje pruskemu režimu jih je pripeljalo v nenehne obračune z oblastmi. Marx in njegovi misleci so bili kritični do Heglovih metafizičnih predpostavk, vendar so kljub temu sprejeli njegovo dialektično metodo z namenom kritiziranja družbe, politike in uveljavljene religije. Marx se je v tem času spoprijateljil z Bauerjem, ki je v njem zelo kmalu videl človeka, s katerim se je lahko posvetoval o vseh težavah časa, tudi o osebnih zadevah. V tem obdobju se je Marx osredotočil na svojo kritiko Hegla in nekaterih drugih mladoheglovcev.
Marx je na lastno voljo pisal leposlovna in neleposlovna dela. Leta 1837 je dokončal novelo z naslovom Škorpijon in Feliks; drama z naslovom Oulanem in nekaj pesmi, od katerih nobena ni bila objavljena. Vendar je pisanje leposlovja kmalu opustil zaradi drugih dejavnosti, vključno z učenjem angleščine in italijanščine.
Poglobljeno se je ukvarjal s pisanjem svoje doktorine Razlika filozofije narave pri Demokritu in Epikurju, ki jo je končal leta 1841, v letu, ki je za Marxa zaznamovalo prehod v odraslost. V njej je zagovarjal zlasti ateizem Epikurja, starodavnega filozofa in odkritega nasprotnika vere v boga ter je bil kot tak sporen, zlasti med konservativnimi profesorji na Univerzi v Berlinu, zato se je Marx odločil, da ga bo predstavil na bolj liberalni univerzi Jena, katere fakulteta mu je podelila doktorat.
Od razmišljanja o akademski karieri se je Marx obrnil k novinarstvu in se leta 1842 preselil v mesto Köln, kjer je začel pisati za radikalno revijo Rhenish Gazette (Rheinische Zeitung) in izražati svoje poglede na politiko, ki je postajala vse bolj socialistična. Njegovo prvo sodelovanje je bilo obramba svobode tiska in svobode trgovanja. V tem času je bil učenec profesorja Moritza "Mosesa" Hessa, ki je močno vplival na ustvarjanje njegove ideologijo. Hess je Marxa predstavil Friedrichu Engelsu, s katerim sta se tesno spoprijatelila. Kritiziral je evropske vlade in njihovo politiko, pa tudi liberalce in druge člane socialističnega gibanja, katerih ideje so se mu zdele neučinkovite ali popolnoma antisocialistične. Časopis je sčasoma pritegnil pozornost pruskih vladnih cenzorjev, ki so pregledali vse, da ne gre za potencialno uporniško gradivo, preden so ga lahko natisnili. Potem, ko je časopis objavil članek, v katerem je močno kritiziral monarhijo v Rusiji, je ruski car Nikolaj I., zaveznik pruske monarhije, pozval k prepovedi revije. Pruska vlada je revijo ukinila leta 1843. Marx je za mladoheglovsko revijo Deutsche Jahrbücher napisal članek, v katerem je kritiziral cenzurna navodila, ki jih je izdal pruski kralj Friderik Viljem IV. Kmalu zatem so oblasti njegov članek cenzurirale in časopis je zaradi tega prenehal z delovanjem.
Leta 1843 je Marx objavil delo Judovsko vprašanje, v katerem je prikazal razlike med politično in človeško emancipacijo. Istega leta je objavil delo Kritika Heglove filozofije pravice, kjer se je bolj temeljito ukvarjal z religijo in jo opisal kot »opij ljudstva«. Oba dela je dokončal malo pred odhodom iz Kölna.

### Obdobje v Parizu
Po vladnem zaprtju Rhenish Gazette se je Marx pridružil novemu radikalnemu časopisu, francosko-nemške letopise, ki ga je doslej vodil nemški socialistični revolucionar Arnold Ruge. Časopis je imel sedež v Parizu v Franciji, kamor sta se Marx in njegova žena preselila oktobra 1843. Sprva sta živela skupaj z Rugejem in njegovo ženo na Rue Vaneau, a sta kmalu ugotovila, da tam prevladujejo težke življenjske razmere, zato so se po rojstvu njune hčerke preselili v Pariz. Tam je Marx bral dela francoskih socialistov Saint-Simon, Cabet in Fourier, skupaj z deli angleških ekonomistov Adama Smitha in Davida Ricarda.
V Parizu se je Marx 28. avgusta 1844 srečal z nemškim socialistom Friedrichom Engelsom v Café de la Régence, potem ko se je začel zanimati za ideje, ki jih je Marx navedel v člankih, napisanih za Rhenish Gazette in Franco-German Annals. Čeprav sta se leta 1842 za kratek čas srečala v pisarnah Rhenish Gazette, sta v Parizu začela njuno prijateljstvo, ki je trajalo vse do konca njunega življenja. Engels je Marxu pokazal svojo nedavno izdano knjigo z naslovom Stanje delavskega razreda v Angliji, kar je Marxa prepričalo, da bo delavski razred sredstvo in instrument zadnje revolucije v zgodovini. Kmalu sta Marx in Engels napisala kritiko filozofskih idej Marxovega starega prijatelja Bruna Bauerja, katerega delo Sveta družina je izšlo leta 1845. Čeprav je bil Marx kritičen do Bauerja, so nanj vse bolj vplivale ideje drugih filozofov, kot sta Max Stirner in Ludwig Feuerbach, vendar je sčasoma tudi on opustil feuerbachovski materializem.
Leta 1844 je Marx napisal Ekonomski in filozofski rokopisi, delo, ki zajema številne teme in podrobno pojasnjuje njegov koncept odtujenega dela. Leto kasneje je Marx napisal Teze o Feuerbachu, ki so najbolj znane po izjavi, da "filozofi niso storili nič drugega kot samo tolmačitli svet na različne načine, toda bistvo je, da ga preobrazimo.« To delo vsebuje Marxovo kritiko materializma (ker je kontemplativen), idealizma (ker reducira praktično na teoretično) in filozofije na splošno, za postavitev abstraktne realnosti na vrh fizičnega sveta. Tako je predstavil prvi pogled na Marxov zgodovinski materializem, argument, da sveta ne spreminjajo ideje, ampak ideje s fizičnim, materialnim in praktičnim delovanjem.
Po ukinitvi francosko-nemških letopisov je Marx začel pisati za takrat edini necenzurirani radikalni nemški časopis v Evropi, pariški Vorwärts!. Marx je še naprej izpopolnjeval svoje poglede na socializem, ki so temeljile na Heglovskih in Feurbachovskih idejah dialektičnega materializma, obenem pa se je ukvarjal s kritiko raznih liberalcev in drugih socialistov, ki so bili takrat aktivni v Evropi. Toda leta 1845 se je francoska vlada po prejemu peticije pruskega kralja vlada strinjala z ukinitvijo Vorwärtsa! Hkrati pa je notranji minister François Guizot izgnal Marxa iz Francije, temu pa je kmalu sledil še Engels.

### Obdobje v Bruslju in komunistični manifest
Ker Marx ni mogel ostati v Franciji ali se preseliti v Nemčijo, se je odločil preseliti se v Bruselj v Belgiji, kjer je moral obljubiti, da ne bo objavljal ničesar, kar bi nasprotovalo sodobni politiki. Ko je najel hišo v Bruslju, se je spoprijateljil z drugimi izgnanimi socialisti iz vse Evrope, vključno z Mosesom Hessom, Karlom Heinzenom in Josephom Weydemeyerjem. V Bruselj se je preselili tudi Engels, da bi se jim pridružil. Leta 1845 sta Marx in Engels obiskala voditelje socialističnega gibanja v Veliki Britaniji, potovanja po Britaniji pa sta izkoristila kot priložnost za študij v različnih knjižnicah v Londonu in Manchestru. V sodelovanju z Engelsom se je posvetil tudi pisanju knjige, ki je pogosto videti kot njegov najboljši pristop k konceptu zgodovinskega materializma, Nemška ideologija; to delo, tako kot mnoga druga, ni bilo objavljeno, ko je bil Marx živ, objavljeno pa je bilo šele leta 1932. Sledilo mu je Revščina filozofije leta 1847, ki je bila napisana in izdana kot odgovor na knjige Filozofija filozofije, Revščina, ki jo je napisal francoski anarhosocialist Pierre-Joseph Proudhon, in kritika francoske socialistične misli nasploh. Te knjige so postavile temelj za Marxovo in Engelsovo najbolj znano delo, politični pamflet, ki je bil od takrat znan kot Manifest komunistične partije.  
Komunistični manifest je bil objavljen 21. februarja 1848. Marx in Engels sta v delu predstavila ideje o odpravi zasebne lastnine in strmoglavljenju meščanskih vlad, ki so odstopile proleterskim vladam. S tem bi komunizem postal revolucionarno gibanje. Za Marxa, če bi se proleterski razred vseh držav zavedal svojih skupnih ciljev, bi se združili, da bi podrli kapitalistični sistem. Menil je, da bi razvoj zgodovine sledil logiki hegelovske racionalnosti, kot neizogiben rezultat tekočega zgodovinskega procesa; če pa se socializma ne bi uspelo uveljaviti, bi se barbarizacija družbe lahko soočila s propadom obeh razredov v boju. Iz ruševin kapitalizma bi nastala družba, v kateri bi po prehodnem obdobju postala diktatura proletariata, v kateri bi država nadzorovala sredstva za proizvodnjo, njihovo lastništvo pa bi prešlo na družbo kot celoto, zato bi jo država nacionalizirala. Marx in Engels sta v komunističnem manifestu predstavila, da če država ne bi uspela nacionalizirati lastnine, bi morala zato uporabiti nasilje (s tem pa nista mislila na zapiranje ljudi in množične usmrtitve, kot se je to pozneje izvajalo v leninizmu, stalinizmu in maoizmu). Ker sta bila Marx in Engels ateista, sta v manifestu zapisala, da religija v komunistični družbi ne bo zelo dobrodošla. V času izdaje komunističnega manifesta je Marx zapisal:
Komunizem je uganka zgodovine, ki je rešena in sama ve, da je to rešitev. 
Konec leta 1848 je Evropa doživela vrsto protestov, uporov in v nekaterih primerih nasilnih uporov, imenovanih revolucije leta 1848. V Franciji je revolucija pripeljala do padca monarhije in ustanovitve druge francoske republike. Marx je podpiral takšno dejavnost in, ko je pred kratkim od svojega očeta prejel obsežno dediščino v višini 6.000 ali 5.000 frankov, naj bi tretjino tega porabil za oboroževanje belgijskih delavcev, ki so načrtovali revolucionarnih akcij, saj sta Marx in Engels poskušala revolucijo razširiti v Belgijo. Čeprav je bila verodostojnost teh obtožb sporna, ga je belgijsko ministrstvo za pravosodje obtožilo in nato aretiralo, zaradi česar je moral pobegniti v Francijo, kjer je po tem, ko je bila ustanovljena druga francoska republika, verjel, da bo v tej državi varen.

### Obdobje v Kölnu
Ko se je začasno preselil v Pariz, je Marx v mesto preselil tudi sedež Zveze komunistov in ustanovil nemški delavski klub z več nemškimi socialisti, ki so tam živeli. Leta 1848 se je Marx vrnil v Köln v upanju, da se bo revolucija razširila v Nemčijo, kjer je začel izdajati brošuro z naslovom Zahteve komunistične partije v Nemčiji, v kateri se je zavzemal le za štiri od desetih točk Komunističnega manifesta, saj je menil, da mora v takratni Nemčiji buržoazija zrušiti monarhijo in fevdalna aristokracija, preden je proletariat lahko strmoglavil buržoazijo. Marx je 1. junija začel izdajati dnevnik New Rhenish Gazette, ki se je financiral z nedavno dediščino njegovega očeta. Dnevnik je bil namenjen za objavljanje novic po Evropi z lastno marksistično interpretacijo dogodkov. Marx je bil še naprej eden njegovih glavnih urednikov, spremljali pa so ga tudi drugi tovariši iz Zveze komunistov, ki so prav tako pisali članke v reviji, čeprav je kljub temu časopis ostal, kot je dejal Friedrich Engels, "preprosta diktatura Marxa", ki je prevladoval pri izbiri vsebine.
Medtem, ko je bil urednik časopisa, je imela policja redno opravke z Marxom in drugimi socialističnimi revolucionarji, večkrat pa so mu tudi sodili, zaradi česar se je Marx soočal z različnimi obtožbami, med drugim zaradi žalitve državnega tožilca, domnevnega novinarskega prekrška in napeljevanja k oboroženemu uporu z bojkotom davkov, čeprav je bil oproščen vseh obtožb. Medtem je demokratični parlament v Prusiji razpadel in kralj Friderik Viljem IV. je uvedel nov sistem vladanja z njegovimi reakcionarnimi privrženci, ki so uvedli protirevolucionarne ukrepe, da bi se znebili levičarjev in drugih revolucionarnih oseb v državi. Kot del tega je bil New Rhenish Gazette ukinjen, Marxa pa so prisilil, da je 16. maja zapustil državo. Vrnil se je nazaj v Pariz, ki je bil takrat v primežu reakcionarne protirevolucije in epidemije kolere, a so ga kmalu izgnale mestne oblasti, katere so Marxa obravnavale za politično grožnjo. 
Ker je njegova žena Jenny pričakovala njunega četrtega otroka in se ni mogla vrniti v Nemčijo ali Belgijo, je Marx avgusta 1849 najel zatočišče v Londonu.

### Obdobje v Londonu
Marx se je maja 1849 preselil v London, kjer je ostal do konca svojega življenja. Tu je ustanovil nov sedež Zveze komunistov, močno pa je bil vključen tudi v Londonsko združenje nemških delavskih inštrukcij, ki je imela svoje sestanke na Great-Windmill Street v Sohu, osrednji zabaviščni četrti Londona. Marx se je posvetil dvema dejavnostima: revolucionarni organizaciji in poskusu razumevanja politične ekonomije in kapitalizma. V prvih letih bivanja v Londonu so on in njegova družina živeli v skrajni revščini. Njegov glavni vir dohodka je bil njegov zvesti prijatelj in sodelavec Engels, ki je večino svojega dohodka pobiral iz družinskega podjetja. Marx in Engels sta leta 1850 izdala mesečnik New Rhenish Gazette, politično-ekonomska revija, ki je izhajala v Hamburgu. Marx je nato od leta 1851 do 1862 delal kot dopisnik pri reviji New York Tribune.
Od decembra 1851 do marca 1852 je Marx pisal Brumaire Louisa Bonaparteja, delo, ki se je navezovalo na francosko revolucijo iz leta 1848, v katerem je razširil svoje koncepte zgodovinskega materializma, razrednega boja in diktature proletariata ter utemeljil, da mora zmagoslavni proletariat uničiti buržoazno državo.
Leta 1864 se je Marx pridružil Mednarodnemu združenju delavcev (znano tudi kot Prva internacionala). Postal je vodja njenega Generalnega sveta, v kateri je bil izvoljen ob njegovi ustanovitvi leta 1864. S to organizacijo je bil Marx vpleten v boj proti anarhističnemu sektorju okoli Mihaila Bakunina. Čeprav je Marx v tem sporu zmagal, je leta 1872 prenesel sedež generalnega sveta iz Londona v New York. Najpomembnejši politični dogodek v času obstoja Prve internacionale je bila Pariška komuna iz leta 1871, ko so se državljani Pariza uprli njihovi vladavini in za dva meseca zadržali Internacionalo. Med krvavim zatrtjem upora je Marx napisal enega svojih najbolj znanih del z naslovom Državljanska vojna v Franciji, ki je predstavljala obrambo komune.
Ob ponavljajočih se neuspehih revolucij ter delavskih gibanj je tudi Marx poskušal razumeti kapitalizem in je zato veliko časa preživel v dvorani Britanskega muzeja, kjer je preučeval in razmišljal o delih političnih ekonomistov in ekonomskih podatkih. Do leta 1857 je napisal več kot 800 strani zapiskov in kratkih esejev o kapitalu, zemljiški lastnini, mezdnem delu, državi, zunanji trgovini in svetovnem trgu; to delo se je pojavilo v tisku šele leta 1941 z naslovom Grundrisse. Leta 1859 je Marx objavil Prispevek h kritiki politične ekonomije, kar je bilo njegovo prvo resno ekonomsko delo. V šestdesetih letih 19. stoletja je delal na sestavi treh velikih del, začenši s Teorijami presežne vrednosti, kjer je obravnaval teoretike politične ekonomije, zlasti Adama Smitha in Davida Ricarda. To delo se pogosto obravnava kot četrti del Kapitala in predstavlja eno od prvih celovitih razprav o zgodovini ekonomske misli. Izšel je tudi prvi del Kapitala, delo, ki analizira kapitalistični produkcijski proces. Tu je Marx razvil svojo teorijo dela o vrednosti, svojo zasnovo presežka vrednosti in izkoriščanja, kar bi po njegovem mnenju na koncu privedlo do padajoče stopnje dobička in propada industrijskega kapitalizma. Z pisanjem drugega in tretjega dela Kapitala je Marx nadaljeval vse do konca svojega življenja, ti dve deli pa je pozneje objavil Engels. 
V zadnjem desetletju svojega življenja je Marx komentiral sodobno politiko, zlasti nemško in rusko. Njegova Kritika programa Gotha je nasprotovala težnji njegovih privržencev, kot sta Wilhelm Liebknecht in August Bebel, po kompromisu z državnim socializmom, ki ga je zagovarjal Ferdinand Lassalle v interesu združene socialistične stranke. To delo je opazno tudi po drugem znanem Marxovem citatu, ki se glasi: "Od vsakega po njegovih zmožnostih, vsakemu po njegovih potrebah!"
V pismu Veri Zasulič 8. marca 1881 je Marx celo razmišljal o možnosti, da bi Rusija zaobšla stopnjo kapitalističnega razvoja in zgradila komunizem na podlagi skupne zemljiške lastnine, ki je značilna za Rusijo. Medtem ko je priznal, da je komuna oporišče družbene regeneracije Rusije, je tudi opozoril, da bo mir deloval kot sredstvo za neposreden prehod na fazo socializma brez predhodne kapitalistične faze ter da bo treba najprej odpraviti škodljive vplive, ki jo obremenjujejo pot z vseh strani. Ob upoštevanju odprave teh škodljivih vplivov je Marx priznal, da lahko obstajajo "normalni pogoji za spontani razvoj" podeželske skupnosti. Vendar pa je Marx v istem pismu Veri Zaulič poudaril, da je na dnu kapitalističnega sistema radikalna ločitev med proizvajalcem in proizvodnimi sredstvi proizvodnja.

### Smrt
V zadnjem desetletju življenja se je Marxovo zdravje poslabšalo in v svoje delo ni mogel vložiti enake količine energije kot poprej. Trpel je za slabim zdravjem, s časoma za boleznijo jeter in izbruhom karbunkela in furunkela, verjetno kot posledica splošne telesne šibkosti, h kateri so prispevale različne značilnosti Marxovega življenjskega sloga: alkohol, kajenje tobaka, slaba prehrana in pomanjkanje spanja. Čeprav je veliko potoval po Afriki in Alžiriji, da bi našel način ozdravitve, se njegovo zdravje ni izboljšalo. Leta 1881 je zbolel za hudo gripo, zaradi česar je zadnjih 15 mesecev svojega življenja preživel v bolnišnici v Londonu. S časoma je zbolel tudi za bronhitisom in plevritisom. Njegove zadnje besede, preden je umrl, so bile: "Zadnje besede so za bedake, ki v življenju niso povedali dovolj!" 14. marca 1883 je Karl Marx zaradi bronhitisa umrl, v starosti 64 let.

Marxovo truplo so pokopali na pokopališču Highgate. Na njegovem nagrobniku piše WORKERS OF ALL LANDS UNITE (Proletarci vseh dežel, združite se!), kar je tudi zadnji stavek Komunističnega manifesta. Njegovega pogreba se je udeležilo več kot enajst ljudi. Na njem je govorilo več njegovih najbližjih prijateljev. Med njimi je bil tudi Friedrich Engels, ki je v svojem govoru ob pogrebu dejal: 
14. marca, ob četrt do treh popoldan, je največji živeči mislec prenehal misliti. Komaj dve minuti je bil sam, in ko smo se vrnili, smo ga našli v njegovi postelji, na kateri je mirno zaspal – a za vedno. 

## Pomen

### Začetnik moderne sociologije
Karla Marxa pripisujejo med tri začetnike moderne sociologije, poleg Emila Durkheima in Maxa Weberja. V nasprotju s takratnimi korporativnimi teorijami socialnih filozofov je Marx na temelju heglijanskega razreševanja nasprotij predpostavljal konfliktno stanje v družbi med razredoma kapitalistov in delavstva. Njegova dela so imela velik vpliv na področjih ekonomije, filozofije, literature in umetnosti. Vplivala so tudi na nastanek in razvoj marksizma, filozofske smeri, iz katere se je razvilo mnogo političnih idej (socialdemokracija, socializem, leninizem, trockizem, maoizem, anarhokomunizem, neomarksizem (frankfurtsko šolo), post-marksizem,... in nenazadnje jugoslovansko socialistično samoupravljanje ).

### Dialektični materializem
Dialektični materializem sta s Marx in Engels zastavila kot filozofijo znanosti in narave. Bistvo dialektičnega materializma je koncept 
tolmačenja pojavov v naravi in v družbi s principoma progresivnega dialektičnega razvoja in materialnostjo narave ter družbe. Marx in Engels tega pojma nista uporabila, prvi ga je uporabil šele ruski materialistični filozof Georgij Plehanov. Pravi pomen politično zacementirane doktrine sta mu dala šele voditelja ruske socialistične revolucije Lenin in kasneje Stalin, za časa katerega je postal dialektični materializem - ali krajše - diamat - ekskluzivna ekonomskopolitična ideologija, ki je postavljala zahteve po ideološkem prilagajanju v ostalih družbenih sferah intelektualnega ustvarjanja. Za Sovjetsko zvezo njima so dialektični materializem kot uradno filozofijo/ideologijo prevzeli satelitski socialistični sistemi. Kadar je poudarek na zgodovinskih procesih in materialni produkciji govorimo o historičnem materializmu.

### Komunistični manifest
Komunistični manifest je program Lige komunistov, ki sta ga napisala Karl Marx in Friedrich Engels. Prvič je bil izdan 21. februarja 1848 v nemščini. Izšel je ob izbruhu revolucije leta 1848 in je od takrat naprej prepoznan kot eno izmed najbolj vplivnih političnih del. Predstavlja analitičen pogled na razredni boj in probleme kapitalistične družbe, manj pa se ukvarja z napovedovanjem komunizma (kot potencialne družbe prihodnosti).

### Marksizem
Marksizem je nastal v drugi četrtini devetnajstega stoletja kot doktrina v delavskem gibanju, ki je v 19. stoletju postajalo vse bolj pomembno. Popularizacijo Marxovih del je mogoče pripisati Engelsovemu delu Anti-Dühring, ki je bil v odgovor na rivalstvo v socialističnem taboru s strani nemškega socialista Eugena Dühringa. Engels je marksizem predstavil kot posebno šolo družbene in politične teorije, ki iz znanstvenih izhodišč prelamlja s poprejšnjimi socialno utopičnimi razlagami in vizijami družbe. Marksizem je postal vodilo praksi, ki ni temeljila na utopičnih idejah, marveč je bil plod znanstvenega razumevanja znanosti in sodobnega kapitalističnega sistema. Z vidika pozitivizma v znanosti dialektične metode ni mogoče prištevati med strogo znanstvene metode.
Marksistična misel je postala doktrina večine političnih strank, ki so zagovarjale interese delavstva oziroma proletariata. Prva politična stranka, ki je prevzela njegove podmene, je bila nemška Social demokratska delavska stranka, ki je marksizem prevzela proti koncu 19. stoletja. Toda politični program so kmalu prilagodili v skladu z revizionističnimi tendencami, tako da čista marksistična misel kmalu izginila iz političnega prostora. Iz nje sicer izhajajo komunistične stranke, toda marksizma in komunizma ne moremo povsem izenačevati.
V dvajsetem stoletju se je marksizem razvejal v mnogo različnih teoretskih smeri, s katerimi se razhaja tudi v poimenovanju. Razlike so nastale zaradi drugačnih političnih vizij (zmernih in radikalnih) in predvsem zaradi drugačne zgodovinske dediščine. Maksizem se v Zahodni Evropi ni razvijal v isto smer kot v Vzhodni, posebej po zagotovitvi primata Sovjetske zveze z linijo ti. marksizma-leninizma. Posebej kolonizirani narodi, katerim je bila razredna družba z maloštevilno elito in večinskimi domorodnimi množicami vsiljena, so v skladu z lastnimi potrebami prilagajali marksistična izhodišče, čeprav so na programski ravni zaprisegali na komunizem kot končno vizijo in cilj družbe.

### Pomembni marksisti
Marx je vplival na številne intelektualce, ki jih v grobem lahko označimo kot marksiste. Zgolj nekaj najpomembnejših: Friedrich Engels, Karl Kautsky, Rosa Luxemburg, Lenin, Lev Trocki, Antonio Gramsci, Georg Lukács, Stalin, Mao Zedong, Ernst Bloch, Louis Althusser.

## Dela in prevodi v slovenščino
Z asteriskom (*) so označena dela v soavtorstvu z Engelsom:
- Kritika Heglove filozofije prava (Zur Kritik der Hegelschen Rechtsphilosophie), 1844
- Prispevek k židovskem vprašanju I. (Zur Judenfrage), 1843
- Ekonomski in filozofski rokopisi leta 1844 (Ökonomisch-philosophische Manuskripte aus dem Jahre 1844), 1844
- Sveta družina* (Die heilige Familie), 1845
- Nemška Ideologija* (Die deutsche Ideologie), 1845
- Teze o Feuerbachu (Die kurzen elf Thesen über Feuerbach), 1845
- Beda filozofije (Das Elend der Philosophie), 1847
- Komunistični manifest* (Manifest der Kommunistischen Partei), 1848
- Razredni boji v Franciji (Die Klassenkämpfe in Frankreich 1848 bis 1850), 1850
- Osemnajsti Brumaire Ludvika Bonaparta (Der achtzehnte Brumaire des Louis Napoléon), 1852
- Britansko gospostvo v Indiji (Die Britische Herrschaft in Indien), 1853
- Predgovor h kritiki politične ekonomije: prispevek (Grundrisse der Kritik der Politischen Ökonomie), 1857
- Dela o državljanski vojni Z.D.A. (Writings on the U.S. Civil War), 1861
- Teorije presežne vrednosti (Theorien über den Mehrwert), 1862 Karl Marx, Theorien über den Mehrwert, 1956
- Kapital. Kritika politične ekonomije, Prva knjiga (Das Kapital, Kritik der politischen Ökonomie), 1867
- Mezda, cena in profit (Lohn, Preis und Profit), 1867
- Državljanska vojna v Franciji (Der Bürgerkrieg in Frankreich), 1871
- Kritika gothskega programa (Kritik des Gothaer Programms), 1875
- Kapital, Druga knijga*, 1885
- Kapital, Tretja knjiga*, 1894

Prevodi Marxovih del obstajajo od začetkov delavskega gibanja na Slovenskem konec 19. stoletja. V obdobju socialistične Jugoslavije so vsa Marxova in Engelsova dela bila prevedena v slovenščino in izdana pri Cankarjevi založbi v petih zvezkih pod naslovom Izbrana dela, v žargonski rabi MEID, izdala pa je tudi vse tri zvezke Kapitala. Nekatera obsežnejša dela kot je npr. Kritika Heglovega državnega prava, niso objavljena v celoti, pač pa v izboru. Pri zbirki KRT so izšli še Razgovori z Marxom in Engelsom, ki je kompilacija korespondence omenjenih in vseh, s katerimi so ju družile socialne vezi (družine, prijateljev, sodelavcev, somišljenikov in tudi ovaduhov). Leta 2012 je pri založbi Sophia izšel prvi del novega prevoda Kapitala, na prevod in izid čakata še ostala dva.